# Epafrodito (nome)
Epafrodito  è un nome proprio di persona italiano maschile.

## Varianti
- Ipocoristici: Epafra[2][3]
- Femminili: Epafrodita[2]

## Varianti in altre lingue
- Catalano: Epafrodit[4]
  - Ipocoristici: Èpafres
- Francese: Épaphrodite
- Greco antico: Επαφροδιτος (Epaphroditos)[5][6]
  - Ipocoristici: Ἐπαφρᾶς (Epaphras)[6]
- Latino: Epaphroditus[1]
- Polacco: Epafrodyt
- Portoghese: Epafrodito
- Russo: Епафродит (Epafrodit)
  - Ipocoristici: Епафрас (Epafras)
- Serbo: Епафродит (Epafrodit)
- Spagnolo: Epafrodito[4]
  - Ipocoristici: Epafrás
- Ucraino: Епафродит (Epafrodyt)

## Origine e diffusione
Deriva dal nome greco Επαφροδιτος (Epaphroditos), composto da επι (epi, "su", utilizzato come prefisso rafforzativo) combinato con il nome della dea Afrodite; il significato complessivo può essere interpretato come "amabile", "affascinante", "elegante", "bello", "leggiadro".
Il nome era molto comune in epoca classica, specialmente nella forma tronca Ἐπαφρᾶς (Epaphras); in italiano moderno gode invece di scarsissima diffusione.

## Onomastico
L'onomastico può essere festeggiato il 22 marzo, in memoria di sant'Epafrodito di Filippi, discepolo di san Paolo e primo vescovo di Terracina, oppure il 13 luglio in onore del beato Epafrodito, eremita cipriota, martire nel XII secolo. Con la forma tronca si ricorda invece sant'Epafra, missionario a Colossi, Laodicea e Ierapoli e quindi vescovo di Colossi e martire.

## Persone
- Epafrodito di Filippi, discepolo di san Paolo e vescovo
- Epafrodito di Cheronea (Marco Mettio Epafrodito), grammatico greco antico
- Tiberio Claudio Epafrodito, funzionario romano dell'epoca di Nerone